# Phiala simplex
Phiala simplex is een vlinder uit de familie van de Eupterotidae. De wetenschappelijke naam van de soort is voor het eerst voorgesteld door Per Olof Christopher Aurivillius in een publicatie uit 1904.
De spanwijdte bedraagt 46 millimeter.
De soort komt voor in Congo-Kinshasa, Malawi, Mozambique en Zimbabwe.